# Język hamtai
Język hamtai (a. hamday), także: angaatiya, angataha, kamea, kapau, watut, kukukuku – język transnowogwinejski używany w prowincjach Morobe i Gulf w Papui-Nowej Gwinei, przez grupę ludności w dystryktach Kukipi i Lae. Według danych z 1998 roku posługuje się nim 45 tys. osób.
Ethnologue wyróżnia dialekty: wenta, howi, pmasa’a, hamtai, kaintiba. Nazwa kukukuku ma charakter pejoratywny.
Sporządzono opis jego gramatyki. Jest zapisywany alfabetem łacińskim (od 2009 roku).